# Felipe Avenatti
Felipe Nicolás Avenatti Dovillabichus (Montevideo, 26 de abril de 1993) es un futbolista uruguayo que juega de delantero para el C. A. Boston River de la Primera División de Uruguay.

## Trayectoria
Jugó en categorías inferiores con el Unión Vecinal de 2005 hasta 2011, cuando fue a River Plate sub-19 de Montevideo, debutando en Primera para River Plate de Montevideo el 19 de febrero de 2012. Entró en el segundo tiempo para jugar contra Nacional, partido que terminó 3 a 2 a favor de Nacional.
El 21 de agosto de 2013, firmó un contrato de cuatro años con el Ternana Calcio por 4 millones de euros, que se convirtió en la compra más cara en la historia de este equipo. Fue transferido al Bologna en 2017, equipo donde solo jugó once partidos para luego irse cedido al Kortrijk de Bélgica, donde sus buenas actuaciones lo pusieron en la mira de varios equipos. En el Kortrijk, Avenatti consiguió marcar quince goles en 29 partidos disputados, lo que despertó el interés del Standard de Lieja. El equipo belga se hizo con su fichaje para la siguiente temporada.

## Selección nacional
Integró el plantel de la selección de Uruguay que jugó el Mundial Sub-20 de Turquía.
Convirtió el gol que clasificó a Uruguay como semifinalista, derrotando a España en tiempo suplementario 1 a 0.
Logró el segundo puesto, cayendo en la final ante Francia por penales.

## Estadísticas
Actualizado al 15 de junio de 2025.
| Club | Div.          | Temporada     | Liga  | Liga  | Copas nacionales(1) | Copas nacionales(1) | Torneos internacionales(2) | Torneos internacionales(2) | Total | Total |
| Club | Div.          | Temporada     | Part. | Goles | Part.               | Goles               | Part.                      | Goles                      | Part. | Goles |
| --- | ------------- | ------------- | ----- | ----- | ------------------- | ------------------- | -------------------------- | -------------------------- | ----- | ----- |
| River Plate · Uruguay | 1.ª           | 2011-12       | 4     | 1     | —                   | —                   | —                          | —                          | 4     | 1     |
| River Plate · Uruguay | 1.ª           | 2012-13       | 29    | 11    | —                   | —                   | 0                          | 0                          | 29    | 11    |
| River Plate · Uruguay | Total club    | Total club    | 33    | 12    | 0                   | 0                   | 0                          | 0                          | 33    | 12    |
| Ternana Calcio · Italia | 2.ª           | 2013-14       | 25    | 2     | 0                   | 0                   | —                          | —                          | 25    | 2     |
| Ternana Calcio · Italia | 2.ª           | 2014-15       | 37    | 10    | 2                   | 2                   | —                          | —                          | 39    | 12    |
| Ternana Calcio · Italia | 2.ª           | 2015-16       | 35    | 5     | 2                   | 1                   | —                          | —                          | 27    | 6     |
| Ternana Calcio · Italia | 2.ª           | 2016-17       | 40    | 12    | 0                   | 0                   | —                          | —                          | 40    | 12    |
| Ternana Calcio · Italia | Total club    | Total club    | 137   | 29    | 4                   | 3                   | 0                          | 0                          | 141   | 32    |
| Bologna F. C. 1909 · Italia | 1.ª           | 2017-18       | 11    | 0     | 0                   | 0                   | —                          | —                          | 11    | 0     |
| Bologna F. C. 1909 · Italia | Total club    | Total club    | 11    | 0     | 0                   | 0                   | 0                          | 0                          | 11    | 0     |
| K. V. Kortrijk · Bélgica | 1.ª           | 2018-19       | 29    | 15    | 3                   | 0                   | —                          | —                          | 32    | 15    |
| Standard de Lieja · Bélgica | 1.ª           | 2019-20       | 18    | 2     | 3                   | 0                   | 3                          | 0                          | 24    | 2     |
| Standard de Lieja · Bélgica | 1.ª           | 2020-21       | 10    | 1     | 0                   | 0                   | 6                          | 2                          | 16    | 3     |
| Standard de Lieja · Bélgica | Total club    | Total club    | 28    | 3     | 3                   | 0                   | 9                          | 2                          | 40    | 5     |
| Royal Antwerp F. C. · Bélgica | 1.ª           | 2020-21       | 4     | 0     | 2                   | 0                   | 2                          | 1                          | 8     | 1     |
| Royal Antwerp F. C. · Bélgica | Total club    | Total club    | 4     | 0     | 2                   | 0                   | 2                          | 1                          | 8     | 1     |
| Union Saint-Gilloise · Bélgica | 1.ª           | 2021-22       | 14    | 0     | 2                   | 1                   | ―                          | ―                          | 16    | 1     |
| Union Saint-Gilloise · Bélgica | Total club    | Total club    | 14    | 0     | 2                   | 1                   | 0                          | 0                          | 16    | 1     |
| K Beerschot VA · Bélgica | 1.ª           | 2021-22       | 9     | 1     | ―                   | ―                   | ―                          | ―                          | 9     | 1     |
| K Beerschot VA · Bélgica | Total club    | Total club    | 9     | 1     | 0                   | 0                   | 0                          | 0                          | 9     | 1     |
| K. V. Kortrijk · Bélgica | 1.ª           | 2022-23       | 28    | 7     | 3                   | 1                   | ―                          | ―                          | 31    | 8     |
| K. V. Kortrijk · Bélgica | 1.ª           | 2023-24       | 35    | 3     | 1                   | 0                   | ―                          | ―                          | 36    | 3     |
| K. V. Kortrijk · Bélgica | Total club    | Total club    | 92    | 25    | 7                   | 1                   | 0                          | 0                          | 99    | 26    |
| C. A. Peñarol · Uruguay | 1.ª           | 2024          | 6     | 1     | ―                   | ―                   | 2                          | 0                          | 8     | 1     |
| C. A. Peñarol · Uruguay | 1.ª           | 2025          | 6     | 0     | 1                   | 0                   | 1                          | 0                          | 8     | 0     |
| C. A. Peñarol · Uruguay | Total club    | Total club    | 12    | 1     | 1                   | 0                   | 3                          | 0                          | 16    | 1     |
| C. A. Boston River · Uruguay | 1.ª           | 2025          | 0     | 0     | 0                   | 0                   | ―                          | ―                          | 0     | 0     |
| C. A. Boston River · Uruguay | Total club    | Total club    | 0     | 0     | 0                   | 0                   | 0                          | 0                          | 0     | 0     |
| Total carrera | Total carrera | Total carrera | 340   | 71    | 19                  | 5                   | 14                         | 3                          | 373   | 79    |
| (1)Incluidos los datos de la Copa Italia (2014-15, 2015-16, 2016-17), Copa de Bélgica y Supercopa Uruguaya. (2)Incluidos los datos de la Liga Europa de la UEFA y Copa Libertadores. |               |               |       |       |                     |                     |                            |                            |       |       |

## Palmarés

### Títulos nacionales
| Título              | Club          | País    | Año  |
| ------------------- | ------------- | ------- | ---- |
| Torneo Preparación  | River Plate   | Uruguay | 2012 |
| Copa Integración    | River Plate   | Uruguay | 2012 |
| Torneo Clausura     | C. A. Peñarol | Uruguay | 2024 |
| Campeonato Uruguayo | C. A. Peñarol | Uruguay | 2024 |
| Torneo Intermedio   | C. A. Peñarol | Uruguay | 2025 |